# Abbaye de Pansath
L'abbaye de Pansath est une ancienne abbaye bénédictine à Holtgast, dans le Land de Basse-Saxe et le diocèse d'Osnabrück.

## Histoire
Une grande partie de l'histoire est inconnue. Les archives et la bibliothèques ont disparu. En 1420, Pansath est une abbaye bénédictine dirigée par l'abbé Henri qui dirige aussi l'abbaye de Marienkamp. Il s'agit sans doute d'un monastère double, avec les femmes à Pansath et les hommes à Marienkamp. En 1421, l'abbé Henri transmet Pansath et Marienkamp aux chanoines réguliers de saint Augustin qui font de Marienkamp leur siège et Pansath un domaine agricole d'environ 265 hectares. Vers 1425, un prévôt veut faire de Pansath un monastère indépendant, mais il ne réussit pas.
Au cours du conflit avec le comte Ennon II de Frise orientale, Balthasar Oomkens von Esens met le feu à Marienkamp en 1530. Les moines se réfugient à Pansath. Pansath est certainement plus qu'un domaine agricole, car on ne trouve pas trace de nouveaux bâtiments pour les abriter. En 1535, les religieux doivent quitter Pansath. Les terres deviennent la propriété du comte qui les revend à des personnes qui créent cinq fermes. Les bâtiments sont détruits. Aujourd'hui les ruines se trouvent à l'intérieur de champs.